# Zwalm (municipi)
Zwalm és un municipi belga de la província de Flandes Oriental a la regió de Flandes, regat per l'Escalda i el Zwalm (riu). Fou creat el 1977 de la fusió de 12 municipis: Beerlegem, Dikkele, Hundelgem, Meilegem, Munkzwalm, Nederzwalm-Hermelgem, Paulatem, Roborst, Rozebeke, Sint-Blasius-Boekel, Sint-Denijs-Boekel i Sint-Maria-Latem.

## Evolució demogràfica
- Font: NIS

## Agermanaments
- Schwalmstadt